# Hellolycaena
Hellolycaena là một chi bướm ngày thuộc họ Lycaenidae.